# Pohár osvoboditelů
Pohár osvoboditelů (španělsky Copa Libertadores) je klubová fotbalová soutěž podobná evropské Lize mistrů, která se koná v Jižní Americe a Mexiku. Vítěz Poháru osvoboditelů postupuje na Mistrovství světa ve fotbale klubů a s vítězem druhé nejvýznamnější jihoamerické soutěže Copy Sudamericany se utkává o trofej Recopa Sudamericana, což je obdoba evropského Superpoháru.

## Historie
Tento pohár byl založen a pojmenován na počest osvoboditelů Jižní Ameriky od nadvlády Španělska (Simón Bolívar, Pedro I., José de San Martín, Antonio José de Sucre, Bernardo O'Higgins, José Miguel Carrera a José Gervasio Artigas). Pohár vznikl v roce 1960. Zpočátku ho hráli pouze mistři Argentiny, Bolívie, Brazílie, Chile, Kolumbie, Ekvádoru, Paraguaye, Peru a Uruguaye = zemí, které byly v té době členy CONMEBOLu. Od roku 1966 se účastnili i vicemistři jednotlivých lig. V roce 1970 se poprvé zúčastnily celky z Venezuely. V roce 1998 byl poprvé přizván tým z Mexika. V roce 2000 došlo k rozšíření počtu účastníků z 20 na 32, mexické týmy se od té doby soutěže účastnily pravidelně do roku 2017. V současné době se soutěže účastní už 47 mužstev.

## Formát
V první fázi, která se dá označit jako kvalifikace, se hrají 3 předkola, kde se utkají týmy vyřazovacím systémem doma-venku o šest volných míst ve druhé fázi.
Do druhé fáze je přímo nasazeno 26 týmů, které doplní šest vítězných týmů z první fáze. Celkem 32 týmů je rozlosováno do osmi čtyřčlenných skupin, ve kterých se utkají 2× každý s každým. Nejlepší dva týmy z každé skupiny postupují do play-off.
Play-off se účastní šestnáct týmů, které se utkávají klasickým vyřazovacím způsobem doma–venku. Na dva zápasy se hrálo až do roku 2018 i finále (na rozdíl třeba od finále Ligy mistrů UEFA). Od roku 2019 se hraje finále jen na jeden zápas.

## Jednotlivé ročníky
| Sezóna       | Vítěz                   | Skóre                                     | 2. místo                |
| ------------ | ----------------------- | ----------------------------------------- | ----------------------- |
| 2023 Detaily |                         |                                           |                         |
| 2022 Detaily | CR Flamengo             | 1 - 0                                     | CA Paranaense           |
| 2021 Detaily | Palmeiras               | 2 - 1 pp                                  | CR Flamengo             |
| 2020 Detaily | Palmeiras               | 1 - 0                                     | Santos FC               |
| 2019 Detaily | CR Flamengo             | 2 - 1                                     | CA River Plate          |
| 2018 Detaily | River Plate             | 2 - 2 / 3 - 1 Součet skóre 5 - 3          | CA Boca Juniors         |
| 2017 Detaily | Grêmio                  | 1 - 0 / 2 - 1 Součet skóre 3 - 1          | CA Lanús                |
| 2016 Detaily | Atlético Nacional       | 1 - 1 / 1 - 0 Součet skóre 2 - 1          | Independiente del Valle |
| 2015 Detaily | River Plate             | 0 - 0 / 3 - 0 Součet skóre 3 - 0          | Tigres UANL             |
| 2014 Detaily | San Lorenzo de Almagro  | 1 - 1 / 1 - 0 Součet skóre 2 - 1          | Club Nacional           |
| 2013 Detaily | CA Mineiro              | 2 - 0 / 0 - 2 Součet skóre 2 - 2 4-3 pen. | Club Olimpia            |
| 2012 Detaily | SC Corinthians Paulista | 1 - 1 / 2 - 0 Součet skóre 3 - 1          | CA Boca Juniors         |
| 2011 Detaily | Santos                  | 0 - 0 / 2 - 1 Součet skóre 2 - 1          | CA Peñarol              |
| 2010 Detaily | Internacional           | 2 - 1 / 3 - 2 Součet skóre 5 - 3          | CD Guadalajara          |
| 2009 Detaily | Estudiantes             | 0 - 0 / 2 - 1 Součet skóre 2 - 1          | Cruzeiro                |
| 2008 Detaily | LDU Quito               | 4 - 2 / 1 - 3 Součet skóre 5 - 5 3-1 pen. | Fluminense FC           |
| 2007 Detaily | CA Boca Juniors         | 3 - 0 / 2 - 0 Součet skóre 5 - 0          | Grêmio                  |
| 2006 Detaily | Internacional           | 2 - 1 / 2 - 2 Součet skóre 4 - 3          | São Paulo               |
| 2005 Detaily | São Paulo               | 1 - 1 / 4 - 0 Součet skóre 5 - 1          | CA Paranaense           |
| 2004 Detaily | Once Caldas             | 0 - 0 / 1 - 1 Součet skóre 1 - 1 2-0 pen. | CA Boca Juniors         |
| 2003 Detaily | CA Boca Juniors         | 2 - 0 / 3 - 1 Součet skóre 5 - 1          | Santos                  |
| 2002 Detaily | Club Olimpia            | 0 - 1 / 2 - 1 Součet skóre 2 - 2 4-2 pen. | São Caetano             |
| 2001 Detaily | CA Boca Juniors         | 1 - 0 / 0 - 1 Součet skóre 1 - 1 3-1 pen. | Cruz Azul               |
| 2000 Detaily | CA Boca Juniors         | 2 - 2 / 0 - 0 Součet skóre 2 - 2 4-2 pen. | Palmeiras               |
| 1999 Detaily | Palmeiras               | 0 - 1 / 2 - 1 Součet skóre 2 - 2 4-3 pen. | Deportivo Cali          |
| 1998 Detaily | CR Vasco da Gama        | 2 - 0 / 2 - 1 Součet skóre 4 - 1          | Barcelona SC            |
| 1997 Detaily | Cruzeiro                | 0 - 0 / 1 - 0 Součet skóre 1 - 0          | Club Sporting Cristal   |
| 1996 Detaily | River Plate             | 0 - 1 / 2 - 0 Součet skóre 2 - 1          | América de Cali         |
| 1995 Detaily | Grêmio                  | 3 - 1 / 1 - 1 Součet skóre 4 - 2          | Atlético Nacional       |
| 1994 Detaily | Vélez Sársfield         | 0 - 1 / 1 - 0 Součet skóre 1 - 1 5-3 pen. | São Paulo               |
| 1993 Detaily | São Paulo               | 5 - 1 / 0 - 2 Součet skóre 5 - 3          | Universidad Católica    |
| 1992 Detaily | São Paulo               | 1 - 0 / 0 - 1 Součet skóre 1 - 1 3-2 pen. | CA Newell's Old Boys    |
| 1991 Detaily | Colo-Colo               | 0 - 0 / 3 - 0 Součet skóre 3 - 0          | Club Olimpia            |
| 1990 Detaily | Club Olimpia            | 2 - 0 / 1 - 1 Součet skóre 3 - 1          | Barcelona SC            |
| 1989 Detaily | Atlético Nacional       | 2 - 0 / 0 - 2 Součet skóre 2 - 2 5-4 pen. | Club Olimpia            |
| 1988 Detaily | Nacional Montevideo     | 0 - 1 / 3 - 0 Součet skóre 3-1            | CA Newell's Old Boys    |
| 1987 Detaily | CA Peñarol              | 0 - 2 / 2 - 1 Play-off 2 - 0 Po prodl.    | América de Cali         |
| 1986 Detaily | River Plate             | 2 - 1 / 1 - 0 Součet skóre 3 - 1          | América de Cali         |
| 1985 Detaily | Argentinos Juniors      | 1 - 0 / 0 - 1 Play-off 1 - 1 5-4 pen.     | América de Cali         |
| 1984 Detaily | Independiente           | 0 - 0 / 1 - 0 Součet skóre 1 - 0          | Grêmio                  |
| 1983 Detaily | Grêmio                  | 1 - 1 / 2 - 1 Součet skóre 3 - 2          | CA Peñarol              |
| 1982 Detaily | CA Peñarol              | 0 - 0 / 1 - 0 Součet skóre 1 - 0          | Cobreloa                |
| 1981 Detaily | Flamengo                | 2 - 1 / 0 - 1 Play-off 2 - 0              | Cobreloa                |
| 1980 Detaily | Nacional Montevideo     | 0 - 0 / 1 - 0 Součet skóre 1 - 0          | Internacional           |
| 1979 Detaily | Club Olimpia            | '2 - 0 / 0 - 0 Součet skóre 2 - 0         | CA Boca Juniors         |
| 1978 Detaily | CA Boca Juniors         | 0 - 0 / 4 - 0 Součet skóre 4 - 0          | Deportivo Cali          |
| 1977 Detaily | CA Boca Juniors         | 1 - 0 / 0 - 1 Play-off 0 - 0 5-4 pen.     | Cruzeiro                |
| 1976 Detaily | Cruzeiro                | 4 - 1 / 1 - 2 Play-off 3 - 2              | River Plate             |
| 1975 Detaily | Independiente           | 0 - 1 / 3 - 1 Play-off 2 - 0              | Unión Española          |
| 1974 Detaily | Independiente           | 1 - 2 / 2 - 0 Play-off 1 - 0              | São Paulo               |
| 1973 Detaily | Independiente           | 1 - 1 / 0 - 0 Play-off 2 - 1 Po prodl.    | Colo-Colo               |
| 1972 Detaily | Independiente           | 0 - 0 / 2 - 1 Součet skóre 2 - 1          | Universitario           |
| 1971 Detaily | Nacional Montevideo     | 1 - 0 / 0 - 1 Play-off 2 - 0              | Estudiantes             |
| 1970 Detaily | Estudiantes             | 1 - 0 / 0 - 0 Součet skóre 1 - 0          | CA Peñarol              |
| 1969 Detaily | Estudiantes             | 1 - 0 / 2 - 0 Součet skóre 3 - 0          | Nacional Montevideo     |
| 1968 Detaily | Estudiantes             | 2 - 1 / 1 - 3 Play-off 2 - 0              | Palmeiras               |
| 1967 Detaily | Racing Club             | 0 - 0 / 0 - 0 Play-off 2 - 1              | Nacional Montevideo     |
| 1966 Detaily | CA Peñarol              | 2 - 0 / 2 - 3 Play-off 4 - 2 Po prodl.    | River Plate             |
| 1965 Detaily | Independiente           | 1 - 0 / 1 - 3 Play-off 4 - 1              | CA Peñarol              |
| 1964 Detaily | Independiente           | 0 - 0 / 1 - 0 Součet skóre 1 - 0          | Nacional Montevideo     |
| 1963 Detaily | Santos                  | 3 - 2 / 2 - 1 Součet skóre 5 - 3          | CA Boca Juniors         |
| 1962 Detaily | Santos                  | 1 - 2 / 3 - 2 Play-off 3 - 0              | CA Peñarol              |
| 1961 Detaily | CA Peñarol              | 1 - 0 / 1 - 1 Součet skóre 2 - 1          | Palmeiras               |
| 1960 Detaily | CA Peñarol              | 1 - 0 / 1 - 1 Součet skóre 2 - 1          | Club Olimpia            |

## Podle klubů
| Tým                    | Vítězství | 2. místa | Vítězné roky                             | 2. místa                     |
| ---------------------- | --------- | -------- | ---------------------------------------- | ---------------------------- |
| Independiente          | 7         | 0        | 1964, 1965, 1972, 1973, 1974, 1975, 1984 |                              |
| CA Boca Juniors        | 6         | 5        | 1977, 1978, 2000, 2001, 2003, 2007       | 1963, 1979, 2004, 2012, 2018 |
| CA Peñarol             | 5         | 5        | 1960, 1961, 1966, 1982, 1987             | 1962, 1965, 1970, 1983, 2011 |
| River Plate            | 4         | 3        | 1986, 1996, 2015, 2018                   | 1966, 1976, 2019             |
| Estudiantes            | 4         | 1        | 1968, 1969, 1970, 2009                   | 1971                         |
| Club Olimpia           | 3         | 4        | 1979, 1990, 2002                         | 1960, 1989, 1991, 2013       |
| Nacional Montevideo    | 3         | 3        | 1971, 1980, 1988                         | 1964, 1967, 1969             |
| São Paulo              | 3         | 3        | 1992, 1993, 2005                         | 1974, 1994, 2006             |
| Palmeiras              | 3         | 3        | 1999, 2020, 2021                         | 1961, 1968, 2000             |
| Grêmio                 | 3         | 2        | 1983, 1995, 2017                         | 1984, 2007                   |
| Santos                 | 3         | 2        | 1962, 1963, 2011                         | 2003, 2020                   |
| Flamengo               | 3         | 1        | 1981, 2019, 2022                         | 2021                         |
| Cruzeiro               | 2         | 2        | 1976, 1997                               | 1977, 2009                   |
| Atlético Nacional      | 2         | 1        | 1989, 2016                               | 1995                         |
| Internacional          | 2         | 1        | 2006, 2010                               | 1980                         |
| Colo-Colo              | 1         | 1        | 1991                                     | 1973                         |
| Racing                 | 1         | 0        | 1967                                     |                              |
| Argentinos Juniors     | 1         | 0        | 1985                                     |                              |
| Vélez Sársfield        | 1         | 0        | 1994                                     |                              |
| Vasco da Gama          | 1         | 0        | 1998                                     |                              |
| Once Caldas            | 1         | 0        | 2004                                     |                              |
| LDU Quito              | 1         | 0        | 2008                                     |                              |
| Corinthians            | 1         | 0        | 2012                                     |                              |
| Atlético Mineiro       | 1         | 0        | 2013                                     |                              |
| San Lorenzo de Almagro | 1         | 0        | 2014                                     |                              |